# Свети Николай Франдзев
„Свети Николай Франдзев“ (на гръцки: Αγίου Νικολάου του Φραντζή) е средновековна православна църква в южномакедонския град Бер (Верия), Гърция, разрушена в началото на XX век. На мястото на църквата е построено Берското кметство, а там където е бил олтарът е издигнат малък параклис със същото име.

## Местоположение
Църквата е била разположена в центъра на Бер, малко над другата палеологова църква „Възкресение Христово“. Новото параклисче на нейно място е в северозападния ъгъл на Берското кметство (Димархията).

## История
Църквата е била католикон на манастир и е изградена в средата на XIV век от дядото по майчина линия на последния византийски историк Георги Франдзес. Както пише самият Франдзес, при падането на Пелопонеското деспотство в 1460 година, преди да замине за Корфу той обмисля дали да не замине за Крит или за Бер, къдeто е „наследил красив манастир с името на Свети Николай“.
В 1855 година Алфред Делакулонш заварва църквата вече като енорийска - част от енорията на Митрополията. Големият пожар в Бер в 1862 година нанася тежки щети на храма, но той е възстановен, според свидетелството на Георгиос Ламбакис от 1901 година, който описва личните си усилия да спаси храма от пълна катастрофа. Запазената снимка на Ламбакис показва храма като еднокорабен храм с дървен покрив и голяма тройна олтарна апсида на изток с много керамопластична украса. Полразрушеният храм е описан и от Габриел Миле в „L'École grecque dans l'architecture byzantine“. В 1908 година Адолф Щрук заварва храма повреден. Уставът на Берската гръцка община от 1912 година описва храма в руини вследствие на пожар. Развалините са разчистени и на тяхно място е изградена Берската гимназия, по-късно превърната в кметство.